# Novantinoe iani
Novantinoe iani là một loài bọ cánh cứng trong họ Cerambycidae.